# Zixing
Koordinaten: 25° 58′ N, 113° 24′ O
Die Stadt Zixing (资兴市,  Zīxīng Shì) ist eine kreisfreie Stadt der bezirksfreien Stadt Chenzhou im Südosten der chinesischen Provinz Hunan. Sie grenzt an die Provinzen Guangdong und Jiangxi. Die Stadt hat eine Fläche von 2.716 Quadratkilometern und zählt 351.600 Einwohner (Stand: Ende 2018). Regierungssitz ist das Straßenviertel Tangdong 唐洞街道.

## Administrative Gliederung
Auf Gemeindeebene setzt sich die kreisfreie Stadt aus einem Straßenviertel, zehn Großgemeinden und siebzehn Gemeinden (davon zwei der Yao) zusammen. 